# Uprząż
Uprząż – urządzenie z zapinanych taśm lub pasów służące do sprzęgnięcia, połączenia ze sobą dwóch obiektów.
Przykłady zastosowania uprzęży:
- część zaprzęgu
- część spadochronu
- część paralotni
- element sprzętu wspinaczkowego: uprząż wspinaczkowa